# Луис Басат
Луис Басат (на испански: Luis Bassat) е испански рекламист и автор на трудове за креативността.

## Биография
Роден е през 1941 г. в Барселона, Испания. Родът му произлиза от Шумен.
На 25-годишна възраст създава своята първа рекламна агенция. През 1975 основава Bassat & Asociados.
Признат е за най-добрия рекламист на Испания и Латинска Америка за XX век. Има почетна награда от Барселона – Ключ за града и златен медал за работата му. Има над 400 отличия за постижения в областта на рекламата от целия свят.
Основава Институт за творческо развитие и създава една от най-богатите частни колекции на модерно изкуство в Каталуния.

## Творчество
- Червената книга на рекламата (1993)
- Червената книга на марките (1999)
- Личните изповеди на един рекламист (2008)
- Търговска интелигентност (2011)
- Червената книга на живота (2013)
- Креативността (2014, преведена на български, ИК Колибри 2016)